# Kultura pilińska

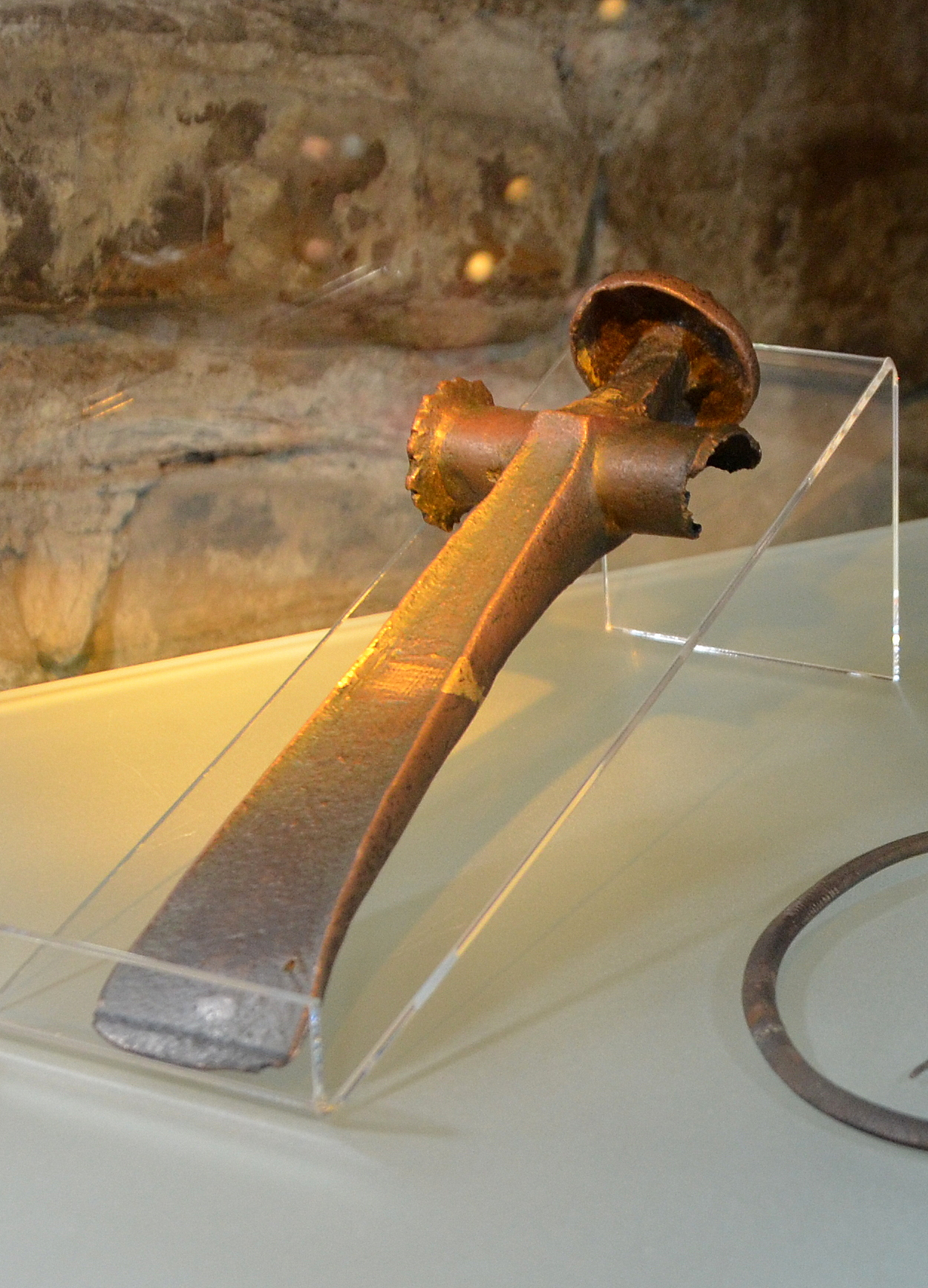
Czekan bojowy ze Strachociny

Kultura pilińska – jedna z kultur młodszej epoki brązu (1300 – 700 r. p.n.e.), wchodząca w skład zespołu kultur pól popielnicowych. Obejmowała teren południowo-wschodniej i środkowej Słowacji oraz tereny północno-wschodnich Węgier nad rzekami Ipolą, Zagyvą, Slaną, Hornadem i Bodrogiem. Ku wschodowi sięgała po Cisę. Na północy stanowiska kultury pilińskiej przenikały w górę Topli pod główny grzbiet Karpat i do Kotliny Sądeckiej, a doliną Hornadu na Spisz aż pod Tatry.
Kulturę pilińską datuje się na Brąz C i D, wytworzyła się ona na podłożu kultury Otomani przy silnych oddziaływaniach kręgu kultur mogiłowych.
Kultura ta dzieli się na dwie grupy lokalne:
- Grupa Zagyvapalfalva
- Grupa Barca

Ludność kultury pilińskiej zamieszkiwała osady otwarte, czasami wykorzystywała również jaskinie.
W obrębie tej kultury wykształcił się silny ośrodek metalurgii brązowej, w oparciu o złoża miedzi występujące w Rudawach Słowackich i w górach północnych Węgier.
Zmarłych chowano na rozległych płaskich cmentarzyskach, na których przeważają groby ciałopalne popielnicowe grobach popielnicowych. Na cmentarzyskach tych czasem spotyka się ślady po kurhanach, brukach kamiennych, kręgach czy skrzyniach kamiennych. Nie są to jednak częste zjawiska. Obok popielnicowych spotyka się również pochówki ciałopalne bezpopielnicowe. Wyposażenie zmarłych stanowiły miniaturowe wyroby codziennego użytku z brązu.
Inwentarz ceramiczny: naczynia wazowe o stożkowej lub cylindrycznej szyi z rozchylonym brzegiem, zaopatrzone w ucha u nasady szyi, zdobione guzkami, żłobkami lub rytym ornamentem geometrycznym. Naczynia wazowe z szerokimi uchami taśmowatymi, umieszczona na załomie lub pod załomem brzuśca. Naczynia wazowe o dwóch dużych uchach łączących krawędź naczynia z nasadą szyi. Kubki jednouche zdobione guzkami lub pionowymi żłobkami. Naczynia sitowate i gliniane przenośne piecyki.
Piliński krąg kulturowy sąsiadował z plemionami kultury gawskiej i kultury łużyckiej. Ludność kultury pilińskiej pośredniczyła w handlu między południowymi a centralnymi i północnymi regionami Europy Środkowej.